# Малкангири
Малкангири (англ. Malkangiri) — город в индийском штате Орисса. Административный центр округа Малкангири.

## История
Образован в 1992 году в результате реорганизации округов штата Орисса.

## География
Средняя высота над уровнем моря — 169 метров.

## Демография
По данным всеиндийской переписи 2001 года, в городе проживало 23 110 человек, из которых мужчины составляли 52 %, женщины — соответственно 48 %. Уровень грамотности взрослого населения составлял 57 % (при общеиндийском показателе 59,5 %). Уровень грамотности среди мужчин составлял 65 %, среди женщин — 48 %. 15 % населения было моложе 6 лет.